# Charles Haughey
Charles James Haughey (Castlebar, 16 settembre 1925 – Kinsealy, 13 giugno 2006) è stato un politico irlandese.
È stato Capo del Governo irlandese dall'11 dicembre 1979 al 30 giugno 1981, dal 9 marzo al 14 dicembre 1982 e dal 10 marzo 1987 all'11 febbraio 1992. Faceva parte del Fianna Fáil.